# Proeftijd (hoorspel)
Proeftijd is een hoorspel van Rainer Puchert. Probezeit werd op 28 oktober 1979 door de Süddeutscher Rundfunk uitgezonden. Otto Dijk vertaalde het en de NCRV zond het uit op woensdag 1 september 1982. De regisseur was Ab van Eyk. Het hoorspel duurde 53 minuten.

## Rolbezetting
- Bernard Droog (verteller)

## Inhoud
Een tuinman lijkt - vol slaafse onderdanigheid - aan zijn ongenaakbare, rijke en machtige heer rekenschap te geven over de arbeid die vandaag verricht is. Hij is slechts op proef aangenomen en de tevredenheid van zijn heer is voor hem bepalend voor zijn bestaan. In zijn verslag, dat enkel de oppervlakkige machts- en uitbuitingsstructuren erkent, zijn echter steeds weer dreigende "realiteitswijzigingen" te bespeuren...